# Native Processing
Native Processing (englisch für native Verarbeitung, auch Prozessornativität) bedeutet in der digitalen Signalverarbeitung, dass die Verarbeitung durch den Hauptprozessor (CPU) des Computers und nicht durch digitale Signalprozessoren (DSPs) oder externe Prozessoren erfolgt. Dadurch werden neben der regulären Hardware keine zusätzliche Erweiterungskarten oder externe Hardwareboxen oder -racks benötigt.

## Musikproduktion
In der Musikproduktion bezeichnet Native Processing das Erzeugen von Musik auf einem Computer ohne weitere Hilfsmittel.
Das Generieren der Musik übernimmt spezielle Musiksoftware, die die Arbeit übernimmt, für die früher eigene Hardware notwendig war. Als erste Anwendungen erschienen schon in den frühen 1980er Jahren die ersten Software-Sequenzer, gefolgt in den späten 1980ern und beginnenden 1990ern von Software-Synthesizern sowie schließlich Mitte der 1990er von den Software-Samplern und diversen Effekt-Plug-ins, die die Funktion der Effektgeräte übernahmen.
Allerdings ist erst seit Ende der 1990er Jahre auch auf normalen Heim-PCs eine wirklich zufriedenstellende Musikproduktion möglich, da vor allem die Effektplugins sowie die Softsynths und Softsampler viel Rechenleistung benötigen. Kritiker behaupten auch oft, dass die Resultate guter Hardware von Software nie erreicht werden können, vor allem in Hinblick auf Analog-Synthesizer, aber auch teilweise auf Effektgeräte, die etwa auf Röhreneffekten aufbauen.
Viele Digital Audio Workstations wie Logic Pro, Cubase, Digital Performer und Pro Tools LE nutzen native Verarbeitung. Andere, wie Pro Tools HD, Universal Audios UAD-1 und TC Electronics Powercore, verwenden DSP-Verarbeitung.